# الدوري الياباني لكرة القاعدة
الدوري الياباني لكرة القاعدة (باليابانية: 日本野球機構) وإسمه (بالإنجليزية: Nippon Professional Baseball)‏ هو أعلى منافسات كرة القاعدة داخل اليابان التي تعتبر الرياضة الشعبية الأولى فيها، يسمى أيضاً باسم بورو ياكيو، بدأ هذا الدوري في سنة 1950 ولا زال مستمراً حتى الآن، ويعتبر ثاني أقوى دوريات كرة القاعدة في العالم بعد دوري كرة القاعدة الأمريكي، ويعتبر فريق يوميوري جاينتس أكثر الفرق فوز به بعدما فاز به 22 مرة.